# Guerre di Appenzello
Le guerre di Appenzello (in tedesco Appenzeller Kriege o Appenzellerkriege) furono una serie di conflitti, iniziati il 1401 e protrattisi fino al 1429, che videro schierate da un lato forze popolari di Appenzello e della città di San Gallo, organizzate in una federazione, dall'altro i detentori del potere tradizionale, ad esempio nobiltà e principi, rappresentati specialmente dall'Austria e dal principe abate di San Gallo. Tali guerre furono determinanti per l'assetto politico della regione.

## Storia

### Premesse
Fin dal decennio 1360-70 varie dispute su questioni di manomorta, censi e decime opposero gli Appenzellesi all'abate di San Gallo, minacciando in misura crescente i diritti di sovranità di quest'ultimo e la pace del principato. Entrambe le parti cercarono quindi di preservare i propri interessi aderendo alla Lega delle città sveve: Appenzello fu ammesso alla lega nel 1377, ma in posizione subordinata rispetto alle città di Costanza e San Gallo. Quando gli Appenzellesi rifiutarono di rendere omaggio al nuovo abate di San Gallo, Kuno von Stoffeln, una lega ristretta delle città bodaniche emise una sentenza a loro sfavore.

### Inizio del conflitto e nascita della Lega sopra il Lago

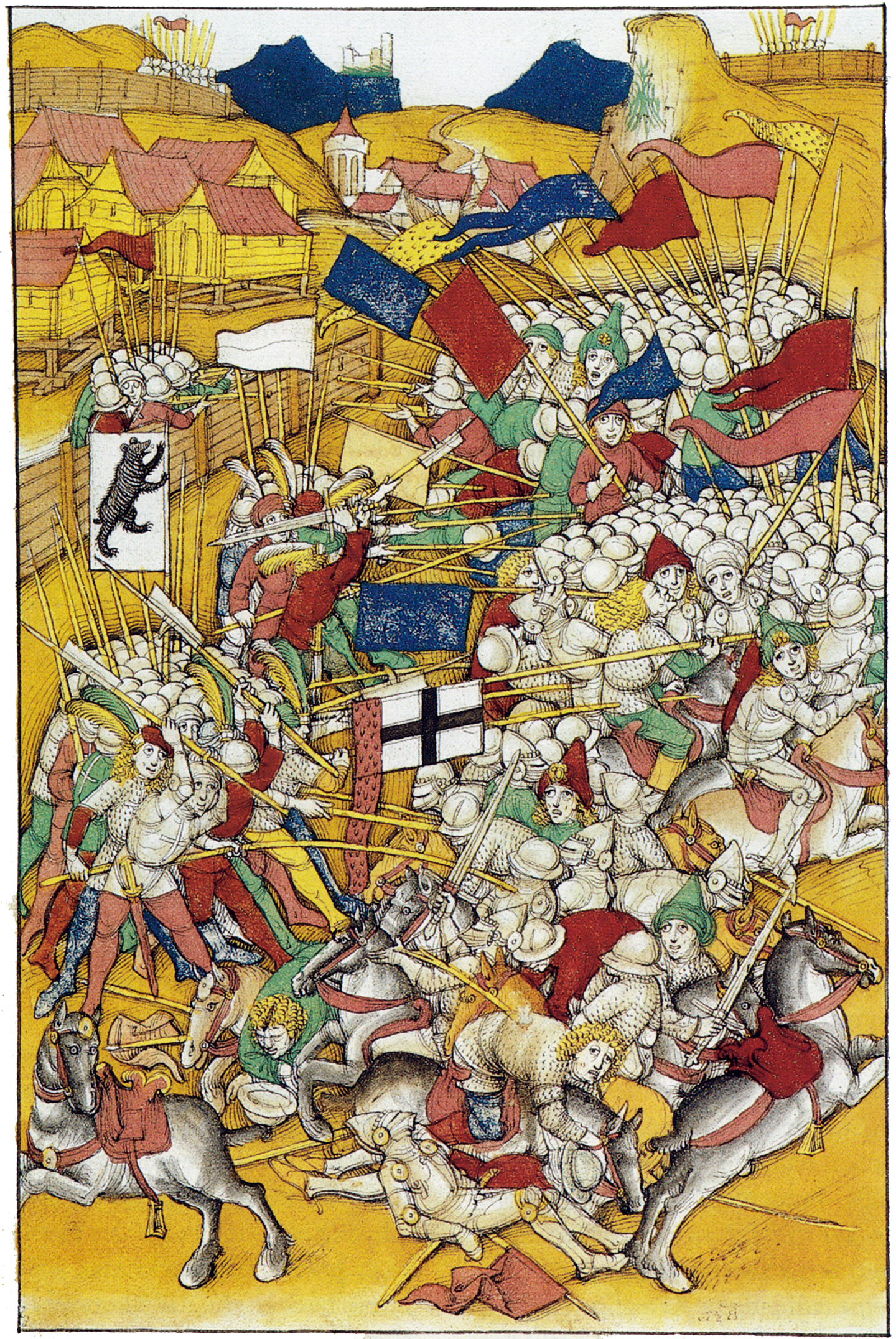
Illustrazione della battaglia di Voeglinsegg

Nel 1392 l'abate Kuno si alleò con l'Austria, in quel periodo sempre più potente nella regione, e rinnovò l'alleanza nel 1402. Appenzello invece strinse nel 1401 un patto con i cittadini di San Gallo per la tutela di diritti, libertà e consuetudini. Alla fine del 1402 il patto fu sciolto da un arbitrato delle città bodaniche, ma gli Appenzellesi, diversamente dai Sangallesi, proseguirono la resistenza e conclusero nel 1403 un trattato di comborghesia con Svitto, che aveva degli interessi nella Svizzera orientale. Le città bodaniche occuparono quindi San Gallo e attaccarono Appenzello, ma nel 1403 subirono una sconfitta ignominiosa nella battaglia di Vögelinsegg.
L'armistizio di Arbon, concluso poco dopo, non durò a lungo: gli Appenzellesi effettuarono nuove incursioni nei territori dell'abate di San Gallo, nel Rheintal e nella regione del lago di Costanza. Il riavvicinamento di Appenzello a San Gallo provocò l'intervento dell'Austria, ma l'esercito austriaco fu annientato nella battaglia dello Stoss nel 1405. L'alleanza fra Appenzello e i Sangallesi, conclusa poco dopo la battaglia, pose le basi per la costituzione della Lega sopra il Lago.
Il potere austriaco e nobiliare ne uscì indebolito a causa della distruzione di molti castelli e si profilò un riordinamento politico della Svizzera orientale e del territorio bodanico. Mentre la Lega sopra il Lago si consolidava e ampliava, l'Austria sfruttò un armistizio per arruolare nuove truppe. Membri della Lega dei Cavalieri di San Giorgio, costituitasi nel 1407, liberarono Bregenz, assediata da mesi, e sconfissero gli Appenzellesi il 13 gennaio 1408. In seguito questi ultimi tentarono di mantenere in vita la Lega sopra il Lago compiendo nuovi attacchi, ma senza successo, tanto più che anche San Gallo e Svitto iniziarono a mettere in atto una politica di equilibrio.

### Conclusione del conflitto

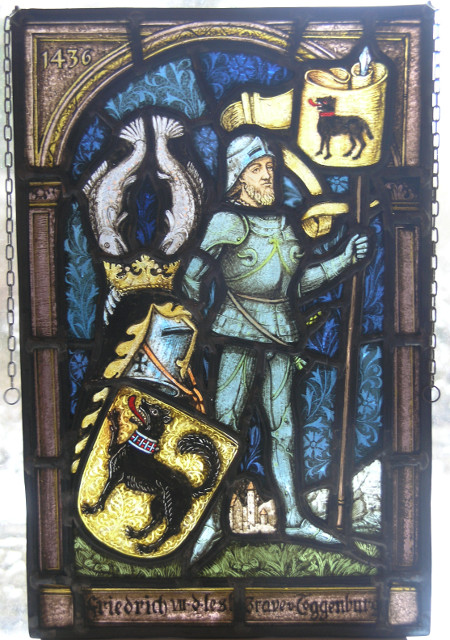
Vetrata raffigurante Friedrich VII von Toggenburg

La Lega fu sciolta da re Roberto con l'arbitrato di Costanza del 4 aprile 1408: le pretese del principe abate su Appenzello furono confermate, ma alla pace si giunse solo nel 1410. Il movimento popolare, che aveva temporaneamente assunto enormi dimensioni, si ridusse nuovamente ad Appenzello, che nel 1411, grazie al patto di comborghesia con i Confederati (esclusa Berna), rafforzò ulteriormente la propria indipendenza. Tuttavia, poiché gli Appenzellesi continuavano a rifiutare le prestazioni dovute all'abate, ignorando il verdetto a favore di quest'ultimo emesso dai Confederati nel 1421, e vari bandi emanati dall'Impero, nel 1426 furono colpiti da interdetto.
Il 2 dicembre 1428 il conte Friedrich VII von Toggenburg, aiutato dai cavalieri della Croce di S. Giorgio, sconfisse gli Appenzellesi alla muraglia difensiva (Letzi) presso Hub (fra Gossau e Herisau). La disputa fu infine conclusa dagli arbitrati federali del 1429 che, sancendo il mantenimento dei tributi, confermarono i diritti dell'abate di San Gallo. Queste guerre, decisive per l'emancipazione dalla sovranità del principe abate, permisero l'affermazione dell'identità politico-istituzionale della regione e l'avvicinamento di Appenzello alla Confederazione.